# Kingston, New York

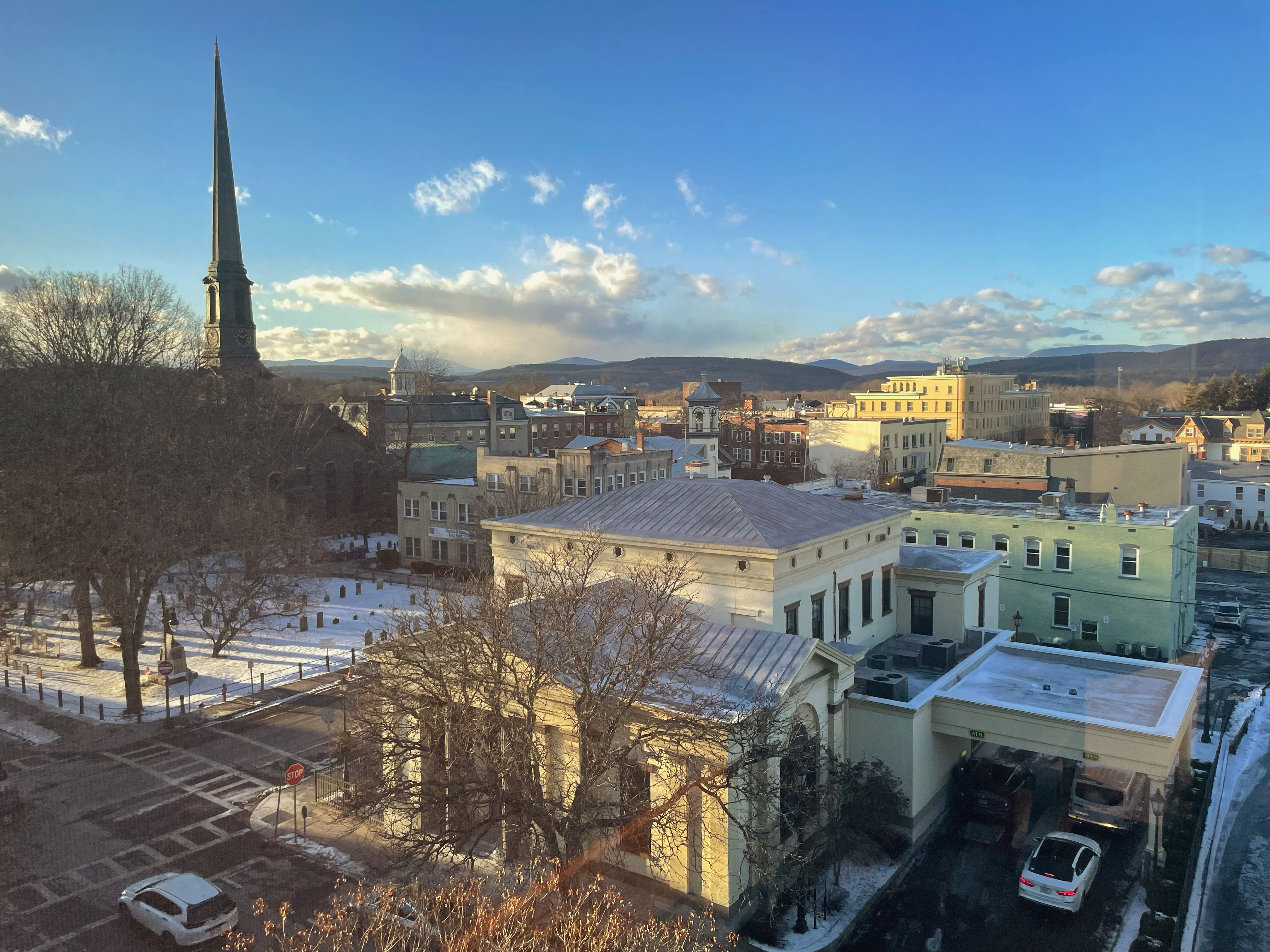
Ảnh chụp ở Stockade, Kingston, New York

Kingston, New York là một thành phố quận lỵ quận Ulster trong bang California, Hoa Kỳ. Thành phố có tổng diện tích km², trong đó diện tích đất là km². Theo điều tra dân số Hoa Kỳ năm 2010, thành phố có dân số 23.067 người. Thành phố Kingston, New York là một phần của Vùng đô thị New York. Thành phố có cự ly 146 km về phía bắc Thành phố New York và 90 km về phía nam Albany. Thành phố đã trở thành thủ phủ bang đầu tiên của New York vào năm 1777 và bị quân Anh thiêu rụi vào ngày 16/10/1777.